# Мессьє 87
Мессьє 87 (або M87, також відома як Virgo A чи NGC 4486) — гігантська еліптична галактика типу cD у сузір'ї Діви. Одна з найбільших і найважчих галактик у видимому Всесвіті, містить кілька трильйонів зір. У M87 обертається приблизно 12 000—15 000 кулястих скупчень, в той час, як у Чумацькому Шляху таких скупчень лише близько 150—200, тому припускають, що M87 мала надзвичайно активне минуле і, ймовірно, «поглинула» багато менших галактик за свою історію. Галактика M87 випромінює потужне світло в багатьох діапазонах електромагнітного спектра — від радіохвиль до рентгенівського випромінювання, — та завдяки сильному радіовипромінюванню помітна в радіотелескопи.
Галактику M87 відкрив 1781 року французький астроном Шарль Мессьє. Тоді її вважали просто туманністю, бо ще не знали, що існують інші галактики за межами нашої. M87 розташована приблизно за 53 мільйони світлових років від нас. Вона належить до великої групи галактик, яка називається Скупчення Діви, і є однією з найяскравіших галактик у північній частині цього скупчення. Навколо неї обертаються менші супутникові галактики, подібно до того, як навколо планет обертаються супутники.
Основна частина галактики має діаметр близько 132 тисяч світлових років (св. р.), але її розсіяна зовнішня оболонка простягається набагато далі — приблизно до 490 тисяч св. р. від центру. Далі її густина або яскравість оболонки різко зменшується, можливо, через зіткнення з іншою галактикою, або на неї впливала гравітація сусідніх об'єктів, що змінила її структуру.

## Видимість

Галактика М87 в сузір'ї Діви

М87 розташована біля межі максимального схилення сузір'я Діви, поруч із сузір'ям Волосся Вероніки. М87 розташована між Епсилоном Діви та Денеболою. В центрі галактики M87 (r < 10″) поверхнева яскравість становить приблизно 13–14 mag/arcsec² і зменшується з відстанню відповідно до закону де Вокулера (r¹⁄⁴), причому в зовнішніх частинах (r > 1000″) профіль стає пологішим, що вказує на наявність cD-оболонки. Центральна область M87 має округлу форму, але далі від центру спостерігається суттєве збільшення еліптичності — досягає 0,2 на радіусі близько 20 000 (що означає 200″) і 0,4 на 800″. Для порівняння, Джудіт Гамора Коен наводить значення 0,21 на відстані 192″. Рейньєр Франс Пелетьє подає 0,15 на 162″. Еліптичності в різних фільтрах добре збігаються до радіуса 500″ (≈40 кпс), що свідчить про незначну кількість пилу в цій зоні. Кут положення залишається майже сталим на рівні 160°, із відхиленнями не більш як 5°  при r > 30″. Це узгоджується з оцінками попередніх досліджень. І. Кінг вказує значення 156° із невеликою зміною на радіусах понад 30″. Л. І. Девіс та В. В. Цайлінгер наводять середні кути положення 159° та близько 160°, відповідно. Компоненти Фур’є відображають асиметрію галактики. Косинусна компонента четвертого порядку b4 є індикатором присутності підсистем, оскільки b4 > 0 вказує на дископодібні ізофоти, а b4 < 0 — на коробчасті ізофоти. a3, b3, a4 і b4 дорівнюють нулю при r < 500″, але при більших радіусах демонструють систематично більші розсіяння. 
Спостерігати джет М87 складно без використання технологій астрофотографії. До 1991 року американський астроном Гебер Кертіс та українсько-американський астроном Отто Струве були єдиними, хто візуально спостерігали джет даної галактики, використовуючи 36‑дюймовий рефлекторний телескоп Crossley Лікської обсерваторії та 254-сантиметровий телескоп Обсерваторії Маунт-Вілсон. Також галактику M87 можна знайти, орієнтуючись на дві інші галактики — M84 та M86. Найкращий час, щоб спостерігати M87 та інші галактики в скупчені Діви — це весна, коли їх найбільш чітко видно на нічному небі. Галактику можна спостерігати за допомогою невеликого телескопа з апертурою 6 см.

## Історія спостережень
1781 року французький астроном Шарль Мессьє опублікував каталог зі 103 об'єктів, які мали вигляд туманностей, що мав допомагати в ідентифікації об'єктів, які можна було сплутати з кометами. При подальшому використанні кожен запис каталогу мав префікс «М». Отже, M87 була вісімдесят сьомим об'єктом, занесеним до каталогу Мессьє. У 1880-х роках об'єкт включено до Нового загального каталогу туманностей і зоряних скупчень, складеного дансько-ірландським астрономом Джоном Дрейєром, який базується переважно на спостереженнях англійського астронома Джона Гершеля. Позначення об'єкта в цьому каталозі — NGC 4486.
1918 року американський астроном Гебер Кертіс із Лікської обсерваторії помітив відсутність спіральної структури M87 і спостерігав «цікавий прямий промінь… очевидно, з'єднаний з ядром тонкою лінією матерії». Найяскравішим промінь виявився поблизу центру Галактики. Наступного року наднова SN 1919A в межах M87 досягла максимуму фотографічної зоряної величини 11,5m, хоча подія залишалася непоміченою, доки фотопластинки не дослідив радянський астроном Іннокентій Балановський 1922 року.

### Ідентифікація як галактики

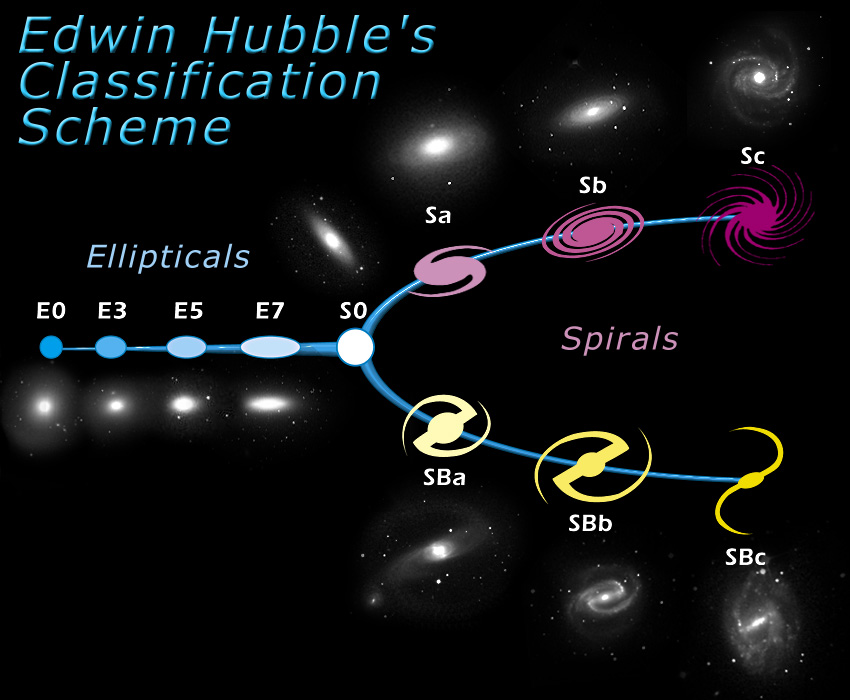
У схемі класифікації галактик Габбла M87 є галактикою типу E0.

1922 року американський астроном Едвін Габбл класифікував M87 як одну з яскравих кулястих туманностей, оскільки вона не мала жодної спіральної структури, але, як і спіральні туманності, належала до негалактичних туманностей. 1926 року Габбл розробив нову класифікацію, розрізняючи позагалактичні та галактичні туманності: перші були незалежними зоряними системами. M87 була класифікована як еліптична позагалактична туманність без видимої подовженості (клас E0).
1931 року Габбл описав M87 як складник скупчення Діви та подав попередню оцінку відстані — 1,8 млн пк (5,9 св.р.). Тоді це була єдина відома еліптична туманність, у якій можна було розрізнити окремі зорі, хоча зазначалося, що на такій відстані неможливо відрізнити кулясті скупчення від окремих зір. У своїй праці 1936 року «Царство туманностей» Габбл дослідив термінологію того часу; деякі астрономи називали позагалактичні туманності зовнішніми галактиками на підставі того, що вони були зоряними системами на великій відстані від нашої Галактики, тоді як інші віддавали перевагу загальноприйнятому терміну «позагалактичні туманності», оскільки «галактика» в той час була синонімом Чумацького Шляху. M87 продовжували називати позагалактичною туманністю принаймні до 1954 року.

### Сучасні дослідження
1947 року в сузір'ї Діви виявлено потужне радіоджерело, яке отримало назву Virgo A. Розрахунки показали розташування Virgo A в М87. 1953 року підтверджено, що джерелом є M87, а як причину випромінювання було запропоновано лінійний релятивістський струмінь (джет), що виходить із ядра галактики. Цей струмінь простягався від ядра під позиційним кутом 260° до кутової відстані 20″, та мав кутову ширину 2″. У 1969—1970 роках виявлено, що складник радіовипромінювання тісно пов'язаний оптичним джерелом струменя. 1966 року обладнання ракети Aerobee 150 Військово-морської науково-дослідної лабораторії США ідентифікувала Virgo X-1 — перше джерело рентгенівського випромінювання в Діві. Ракета Aerobee, запущена з ракетного полігону «Вайт Сендс» 7 липня 1967 року, надала додаткові докази того, що джерело Virgo X-1 було радіогалактикою M87. Подальші спостереження HAEO-1 (англ. High Energy Astronomy Observatory 1) та Обсерваторії Ейнштейна (HAEO-2) показали складне джерело, яке включало активне галактичне ядро M87. Однак центральна концентрація рентгенівського випромінювання виявилась незначною.
M87 була важливим полігоном для випробування методів вимірювання маси надмасивних чорних дір у центрах галактик. 1978 року зоряно-динамічне моделювання розподілу маси в M87 дало докази існування центральної маси 5 млрд M☉. Після встановлення коригувального оптичного модуля COSTAR на космічному телескопі «Габбл» у 1993 році спектрограф Faint Object Spectrograph (FOS) використовувався для вимірювання швидкості обертання диска йонізованого газу в центрі M87. Це були його ранні спостереження, призначені для перевірки наукової ефективності інструментів телескопа «Габбл» після ремонту. Дані FOS показали, що маса центральної чорної діри становить 2,4 млрд M☉, з точністю до 30 %. Кулясті скупчення M87 також застосовували для калібрування співвідношення металічності.
8 червня 2009 року астрономи Карл Гебхардт і Єнс Томас деталізували результати своїх досліджень маси чорної діри в центрі галактики M87 на американській Астрономічній конференції в Пасадіні. Згідно з їхніми даними, маса чорної діри в 6,4 млрд разів більша від сонячної. 2010 року виявлено, що чорна діра зсунута відносно геометричного центру (який визначається за центром видимої інтенсивності випромінювання) на 22 світлових роки. 2014 року американські вчені виявили кулясте скупчення HVGC-1, яке віддаляється від своєї рідної галактики зі швидкістю 50 тисяч кілометрів на хвилину.
Протягом 2017 року M87 переважно спостерігалася Телескопом горизонту подій (EHT). У результаті було отримано зображення, області, що обмежується горизонтом подій, а потім оприлюднено на пресконференції, відфільтрувавши з нього перше зображення тіні чорної діри. У цьому ж році за ініціативи астрофізика Шепарда Доулмана та за погодженням наукових рад обсерваторій, що входили до колаборації Телескопу горизонту подій (EHT), у якій брали участь понад 200 дослідників, телескопи по всьому світу були спрямовані на центр галактики M87. Метою було отримати детальне зображення її надмасивної чорної діри, астрономам також вдалося спостерігати події, викликані її активністю. Під час багатохвильової кампанії Телескопа горизонту подій вдалося зафіксувати потужний гамма-спалах від M87, що виник з релятивістського струменя, виверженого з полюсів чорної діри в процесі активного поглинання нею матерії. У 2018 році виявлено, що чорна діра в центрі М87 з масою 6,6 млрд сонячних мас пережила кілька спалахів активності у 2003—2007 роках. 10 квітня 2019 року опубліковано перше зображення чорної діри.
2023 року, астрономи Каліфорнійського університету в Берклі з високою точністю визначили масу чорної діри в ядрі галактики. Вони оцінили її в 5,4 мільярда мас Сонця за вимірами швидкості газу, що обертається навколо чорної діри. Тоді ж астрономи вперше визначили тривимірну форму і побудували стереомодель еліптичної галактики M87. Того ж року вчені вперше сфотографували джет і його джерело разом.

## Характеристики

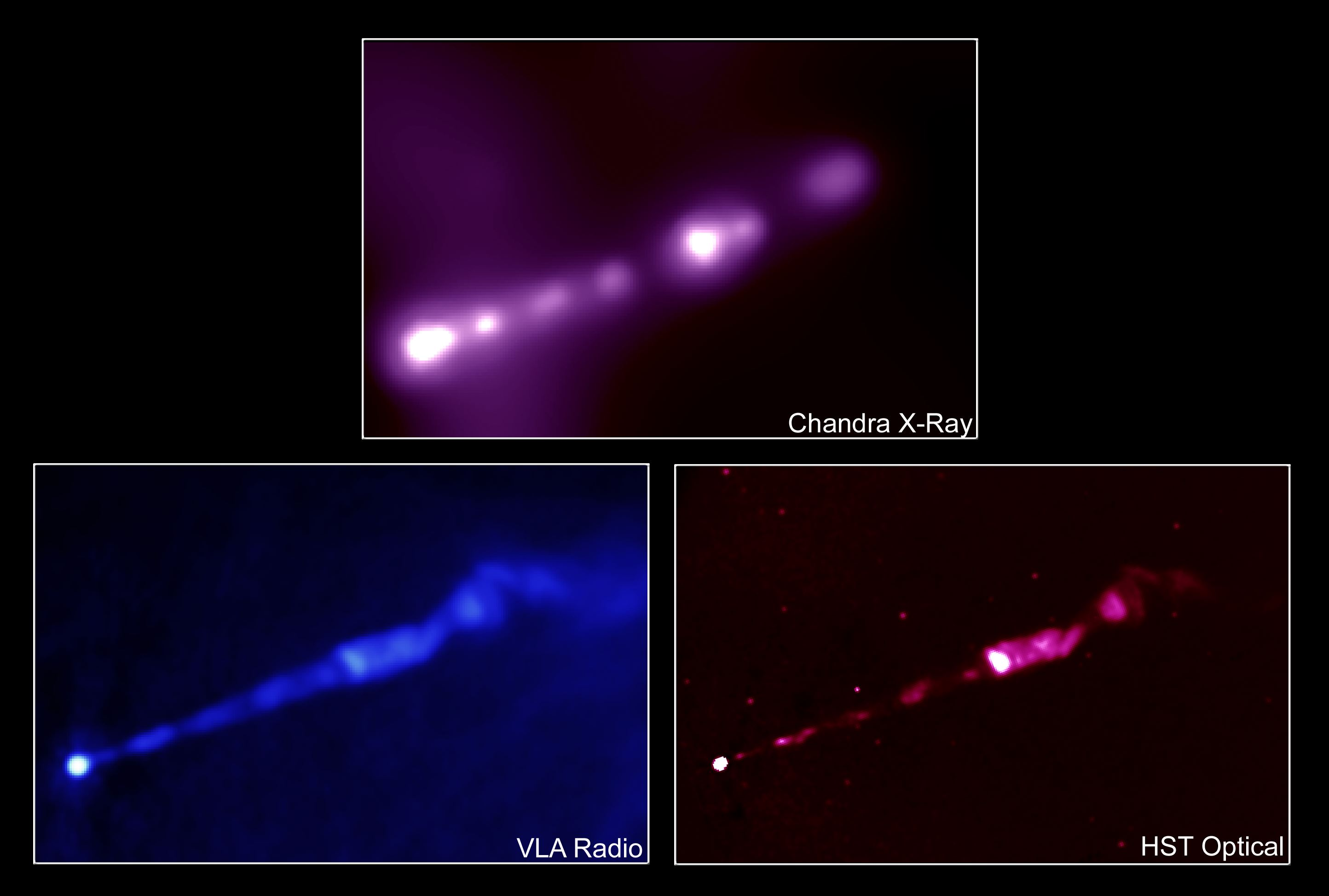
Джети М87

У центрі галактики перебуває надмасивна чорна діра, тому ядро галактики є активним. Цей об'єкт є потужним джерелом різного випромінювання, особливо радіохвиль, а також породжує релятивістський струмінь. Струмінь енергетичної плазми викидається з ядра і тягнеться щонайменше на 1500 пк (4 900 св. р.).

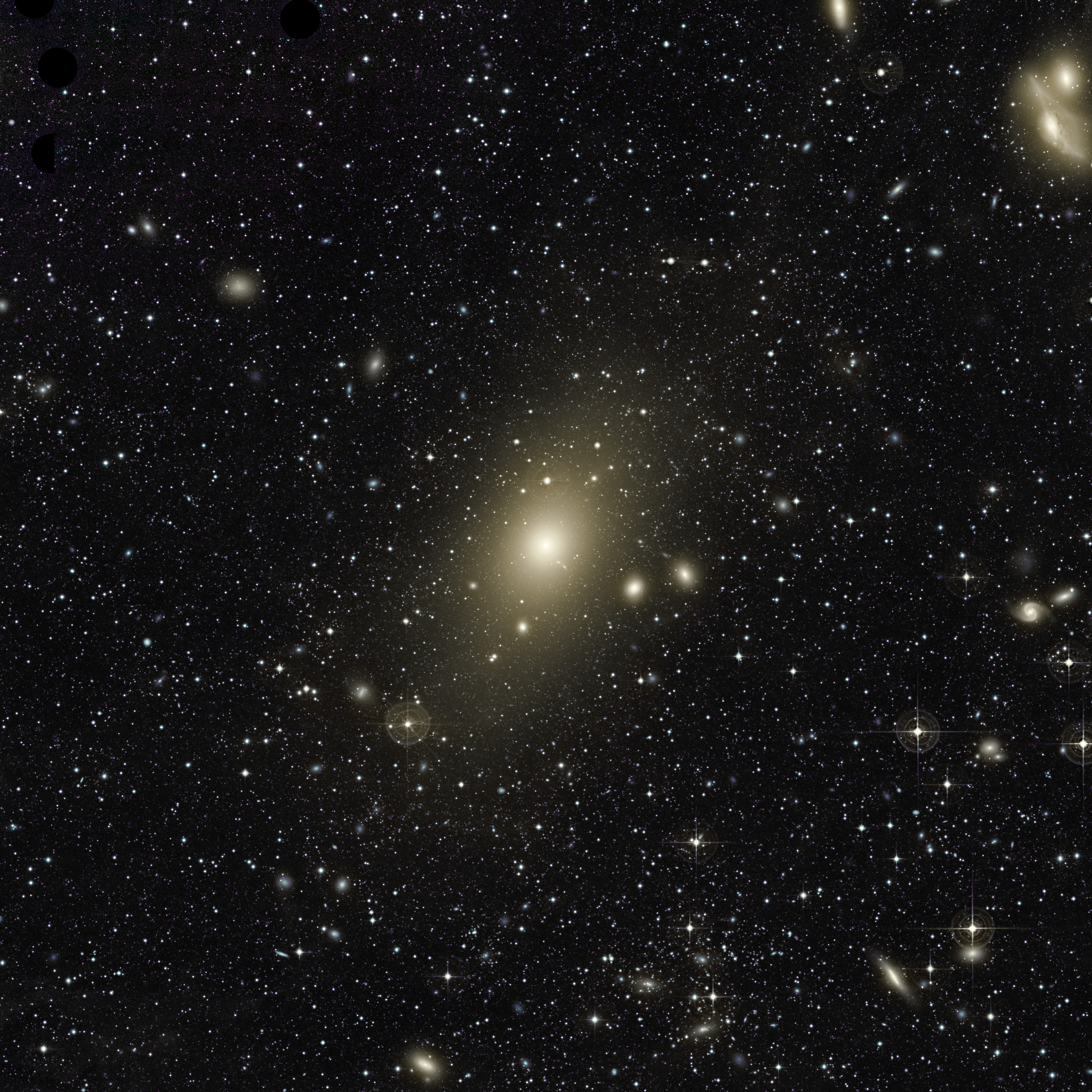
Велике гало навколо М87

На відміну від спіральних галактик, М87 не має чітко виражених пилових смуг і позбавлена будь-яких відмінних рис, а її яскравість, як у більшості типових еліптичних галактик, зменшується зі збільшенням відстані від центру. Галактика має велику кількість кулястих скупчень: так, у М87 їх налічується близько 12 000—15 000, тоді як у Чумацькому Шляху всього 150—200 подібних скупчень. Гало галактики має радіус приблизно 150 кпк (490 000 св. р.) і, можливо, піддається впливу іншої галактики.
У модифікованій морфологічній класифікації галактик послідовності Габбла французького астронома Жерара де Вокулера M87 класифікується як галактика E0p. «E0» означає еліптичну галактику, яка не є пласкою, тобто виглядає сферичною. Суфікс «p» вказує на пекулярну галактику, яка не вписується в схему класифікації. У цьому випадку особливістю є наявність джета, що виходить із ядра. У схемі Йеркса (Моргана) M87 класифікується як галактика типу cD. Галактики типу D мають еліптичне ядро, оточене великою дифузною оболонкою без пилу. Велетенські галактики типу D називають галактиками типу cD.
Відстань до M87 визначена кількома незалежними методами. До них належить вимірювання світності планетарних туманностей; порівняння з найближчими галактиками, відстань до яких оцінюється за допомогою стандартних свічок, таких як змінні цефеїди; лінійний розподіл розмірів кульових скупчень тощо. Ці вимірювання узгоджуються одне з одним, і їхнє середньозважене значення дає оцінку відстані 16,4±0,5 Мпк.
M87 — одна з наймасивніших галактик у надскупченні Діви. Її діаметр оцінюється в 132 тис. св.р., що приблизно на 51 % більше, ніж діаметр Чумацького Шляху. У радіусі 32 кпк (100 000 св. р.), сумарна маса становить (24±06)×1012 мас Сонця, що вдвічі перевищує масу Чумацького Шляху. Як і в інших галактиках, лише частину цієї маси становлять зорі M87: співвідношення маси до світності оцінюють як 6,3 ± 0,8, тобто, лише приблизно одну шосту маси галактики становлять зорі. У діапазоні 9—40 кпк (29 000—130 000 св. р.) від ядра це співвідношення змінюється від 5 до 30 пропорційно r1,7. Густина зір у М87 зменшується зі збільшенням відстані від центру. Загальна маса M87 може бути у 200 разів більшою за масу Чумацького Шляху.
Темп акреції на ядро галактики становить 2—3 маси Сонця на рік. Розширена зоряна оболонка цієї галактики досягає радіуса близько 150 кілопарсеків (490 000 світлових років) у порівнянні з близько 100 кпк (330 000 св. р.) для Чумацького Шляху. За межами цієї відстані зовнішній край галактики був урізаний певним чином, можливо, через зіткнення з іншою галактикою. Внаслідок припливного розривання, матерія перетікає на галактику від галактик-супутників. За оцінками, M87 має щонайменше 50 галактик-супутників, включно з NGC 4486B і NGC 4478.
Спектр ядра M87 показує лінії випромінювання різних іонів, включаючи водень (HI, HII), гелій (HeI), кисень (OI, OII, OIII), азот (NI), магній (MgII) і сірку (SII). Інтенсивність ліній для слабо йонізованих атомів (таких як нейтральний атомарний кисень, OI) сильніша, ніж інтенсивність сильно іонізованих атомів (таких як двічі іонізований кисень, OIII). Ядро галактики з такими спектральними властивостями називається LINER: ця абревіатура у перекладі з англійської мови означає «галактичні ядра з емісійними лініями низької іонізації». Механізм і джерела іонізації з домінуванням слабкоіонізованих ліній в LINER і M87 уточнюються.
Вважається, що еліптичні галактики, такі як M87, утворюються в результаті злиття (одного чи кількох) менших галактик. Вони зазвичай містять відносно мало холодного міжзоряного газу (порівняно зі спіральними галактиками) і складаються переважно зі старих зір, а процес зореутворення майже не відбувається. Еліптична форма M87 підтримується випадковими орбітальними рухами зір, що входять до її складу, на відміну від більш впорядкованих обертальних рухів, які спостерігаються у спіральних галактиках, таких як Чумацький Шлях. Використовуючи Дуже великий телескоп для вивчення рухів близько 300 планетарних туманностей, астрономи визначили, що протягом останнього мільярда років M87 поглинула спіральну галактику середнього розміру. Це призвело до того, що до M87 додалося трохи молодших, блакитних зір. Характерні властивості спектра планетарних туманностей дозволили астрономам визначити структуру гало М87 та зробити висновок про збільшення розмірів цієї галактики.

## Компоненти

### Надмасивна чорна діра M87
У ядрі галактики знаходиться надмасивна чорна діра, позначена як M87*, маса якої становить мільярди сонячних мас. Попередні оцінки маси варіювалися від (3,5 ± 0,8) × 109 M☉ до (6,6  ±  0,4) × 109 M☉, а у 2016 році повідомлено про ще вищу оцінку — 722+034
−040 ×109 M☉. У квітні 2019 року колаборація Телескопа горизонту подій оприлюднила вимірювання маси чорної діри як (6,5 ± 0,2stat ± 0,7sys)× 109 M☉. Це одна з найвищих відомих мас для об'єктів такого типу. Чорну діру оточує обертовий диск іонізованого газу, розташований приблизно перпендикулярно до релятивістського джета. Швидкість обертання газу сягає приблизно 1 000 км/с, а діаметр диска становить до 25 000 а.о. (3,7 трильйона км). Для порівняння: середня відстань Плутона від Сонця — 39 а.о. (5,8 мільярда км). За оцінками, чорна діра поглинає речовину зі швидкістю приблизно одна сонячна маса за десять років (або близько 90 мас Землі на день). Радіус Шварцшильда для цієї чорної діри становить 120 а.о. (18 мільярдів км). Діаметр кільця випромінювання, яке спостерігається із Землі, дорівнює 42 мікросекундам дуги. Для порівняння: діаметр ядра M87 — 45" (кутових секунд), а розміри самої галактики — 7,2' × 6,8'.

У статті 2010 року висунуто припущення, що чорна діра може бути зміщена від центру галактики приблизно на 7 пк (23 св. р.). Стверджувалося, що це зміщення протилежне напрямку відомого джета, що може свідчити про прискорення чорної діри під його впливом. Також припускали, що зсув міг виникнути під час злиття двох надмасивних чорних дір. Водночас дослідження 2011 року не виявило статистично значущого зміщення, а дослідження 2018 року на основі зображень високої роздільності дійшло висновку, що видиме просторове зміщення зумовлене тимчасовими коливаннями яскравості джета, а не фізичним відхиленням чорної діри від центру галактики.

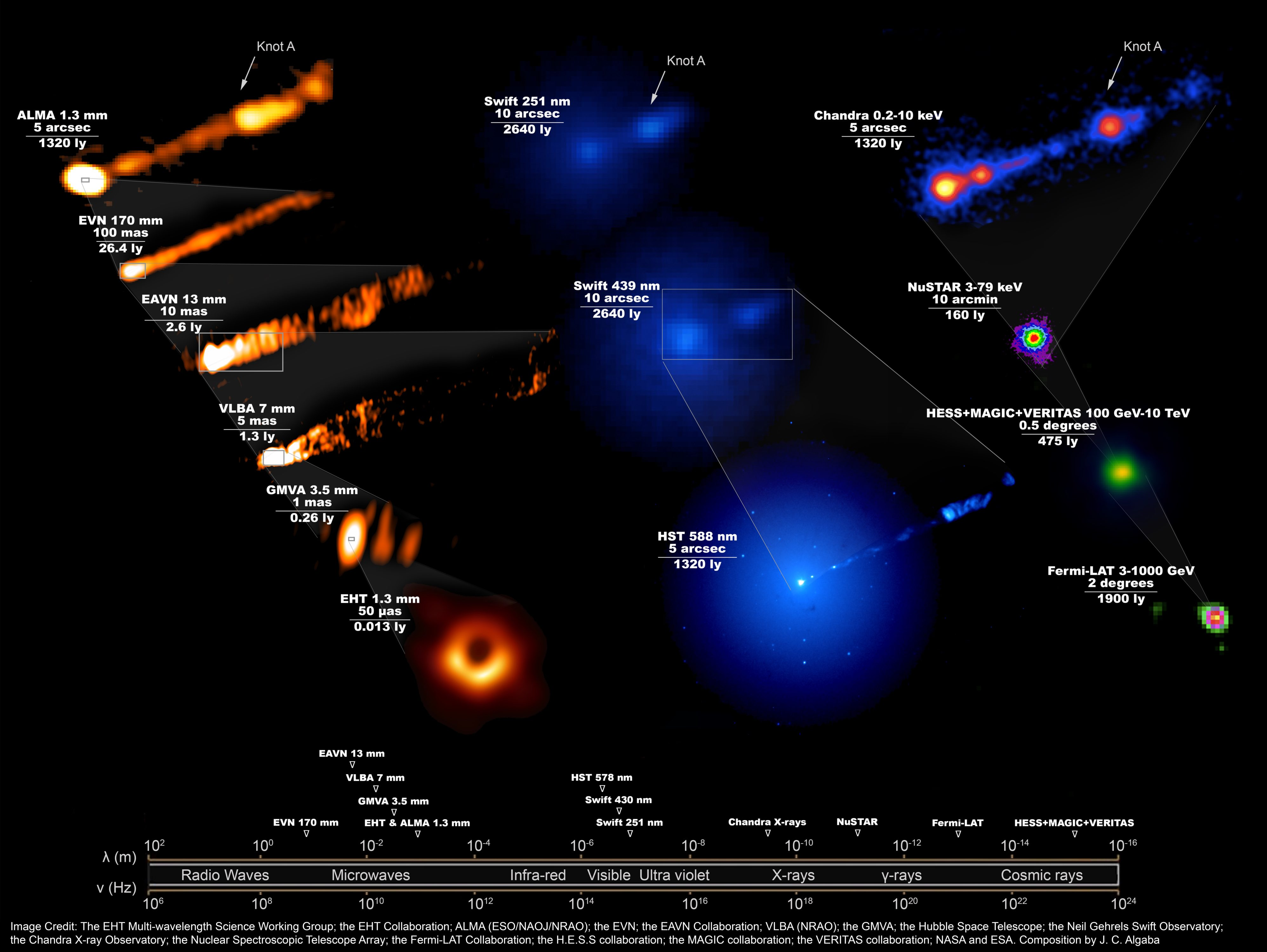
Складене зображення показує, як система M87 виглядала в усьому електромагнітному спектрі під час кампанії «Телескопа горизонту подій» у квітні 2017 року, метою якої було отримання першого зображення чорної діри. Щоб створити це зображення, знадобилися дані з 19 різних наземних і космічних обсерваторій. Воно демонструє гігантські масштаби чорної діри й спрямованого вперед джета. Зображення охоплює великий масштаб: показано джет у міліметровому діапазоні, зафіксований ALMA (угорі ліворуч), у тому ж масштабі — видиме світло від «Габбла» (у центрі) і рентгенівське випромінювання від «Чандри» (угорі праворуч).

Ця чорна діра стала першою, зображення якої вдалось отримати. Дані для створення зображення були зібрані у квітні 2017 року, саме зображення створене протягом 2018 року й опубліковане 10 квітня 2019 року. На ньому видно тінь чорної діри, оточену асиметричним кільцем випромінювання діаметром 690 а.о. (103 мільярди км). Радіус тіні у 2,6 раза перевищує радіус Шварцшильда чорної діри. Асиметрія яскравості кільця пояснюється релятивістським (доплерівським) випромінюванням: речовина, що рухається до спостерігача зі швидкістю, близькою до швидкості світла, виглядає яскравішою. Видима речовина навколо чорної діри обертається здебільшого за годинниковою стрілкою відносно спостерігача, що, з огляду на напрям осі обертання, призводить до появи компоненти швидкості в напрямку до спостерігача. Параметр обертання оцінено як {\displaystyle a=0,9\pm 0,1}, що відповідає швидкості обертання ≈ 0,4 c.. Це узгоджується зі значенням {\displaystyle a=1,00\pm 0,15}, отриманим методом дослідження витоку речовини.
Після того, як чорну діру було зображено, їй надали назву Pōwehi — гавайське слово, що означає «прикрашене бездонне темне творіння», запозичене з давньої гавайської пісні творення Кумуліпо.
24 березня 2021 року колаборація Телескопа горизонту подій оприлюднила унікальне зображення тіні чорної діри в M87 — у поляризованому світлі. Поляризоване світло дозволяє астрономам детальніше дослідити фізичні процеси поблизу чорної діри, зокрема дізнатися про силу й напрям магнітних полів, які формують випромінювання навколо її тіні. Знання цього має ключове значення для розуміння того, як надмасивна чорна діра в M87 вивергає струмені намагніченої плазми, які розширюються з релятивістськими швидкостями за межі галактики M87.
У квітні 2023 року команда дослідників розробила нову методику інтерферометричного моделювання на основі головних компонент (PRIMO), яка дає змогу створювати чіткіші реконструкції зображень за даними Телескопа горизонту подій. Вони застосували її до оригінальних спостережень чорної діри в M87, отримавши більш виразне фінальне зображення та можливість точніше перевірити узгодженість спостережень із теорією.

### Джет

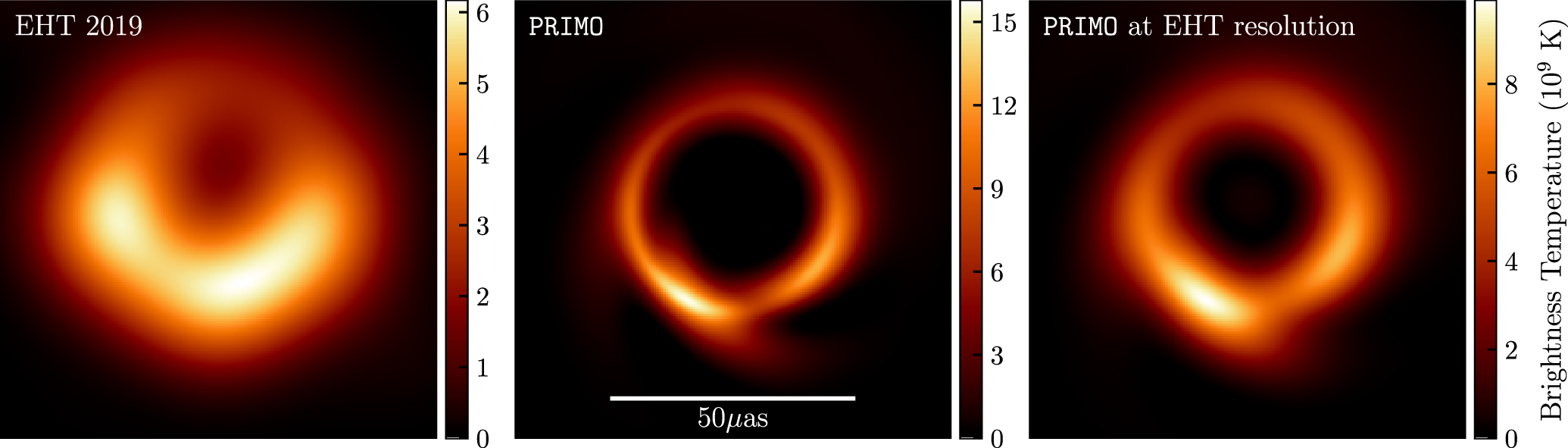
Уточнене зображення чорної діри в M87, отримане за допомогою методу інтерферометричного моделювання PRIMO на основі початкових даних «Телескопа горизонту подій». На крайньому правому зображенні частково повернута розмитість, щоб врахувати обмежену роздільну здатність початкових спостережень.

Релятивістський струмінь матерії, що виходить із ядра галактики M87, простягається щонайменше на 1,5 кілопарсека (5000 світлових років) і складається з речовини, викинутої надмасивною чорною дірою. Струмінь сильно колімований: його кут розширення становить 60° на відстані 0,8 пк (2,6 св. р.), звужується до приблизно 16° на двох парсеках (6,5 св. р.) і до 6–7° на дванадцяти пк (39 св. р.). Його основа має діаметр 5,5 ± 0,4 гравітаційних (шварцшильдівських) радіусів і, ймовірно, живиться проградним акреційним диском. Німецько-американський астроном Вальтер Бааде встановив, що світло джета є лінійно поляризованим, що свідчить про генерацію енергії внаслідок прискорення електронів, які рухаються з релятивістськими швидкостями в магнітному полі. Загальна енергія цих електронів оцінюється в 5,1 × 1056 ерг (5,1 × 1049 Дж або 3,2 × 1068 еВ), що приблизно в 1013 разів більше, ніж кількість енергії, яку продукує весь Чумацький Шлях за одну секунду (близько 5 × 1036 Дж). Джет оточений повільнішим, нерелятивістським потоком матерії. Є ознаки існування зустрічного струменя, однак він не спостерігається із Землі через релятивістське (доплерівське) випромінювання. Джет прецесує, внаслідок чого потік формує гвинтоподібну структуру на відстані до 1,6 пк (5,2 св. р.). Частки викинутої матерії простягаються до 80 кілопарсеків (260 000 св. р.).
На знімках, зроблених космічним телескопом «Габбл» 1999 року, швидкість руху джета M87 виміряли на рівні чотирьох-шести швидкостей світла. Це явище, відоме як надсвітловий рух, є ілюзією, спричиненою релятивістською швидкістю джета. Інтервал між двома світловими імпульсами, випущеними джетом, для спостерігача здається коротшим за фактичний, оскільки джет рухається майже в напрямку спостереження. У результаті швидкість джета сприймається як вища за світлову, хоча насправді вона становить лише 80–85 % її. Виявлення такого руху використовується як підтвердження гіпотези, що квазари, лацертиди та радіогалактики можуть бути одним і тим самим явищем — активними ядрами галактик, які ми спостерігаємо під різними ракурсами. Передбачається, що ядро M87 є об'єктом типу лацертид (із меншою світністю, ніж його оточення), який ми бачимо під відносно великим кутом. У M87 також спостерігали варіацію потоку випромінювання — характерну рису об'єктів лацертиду.

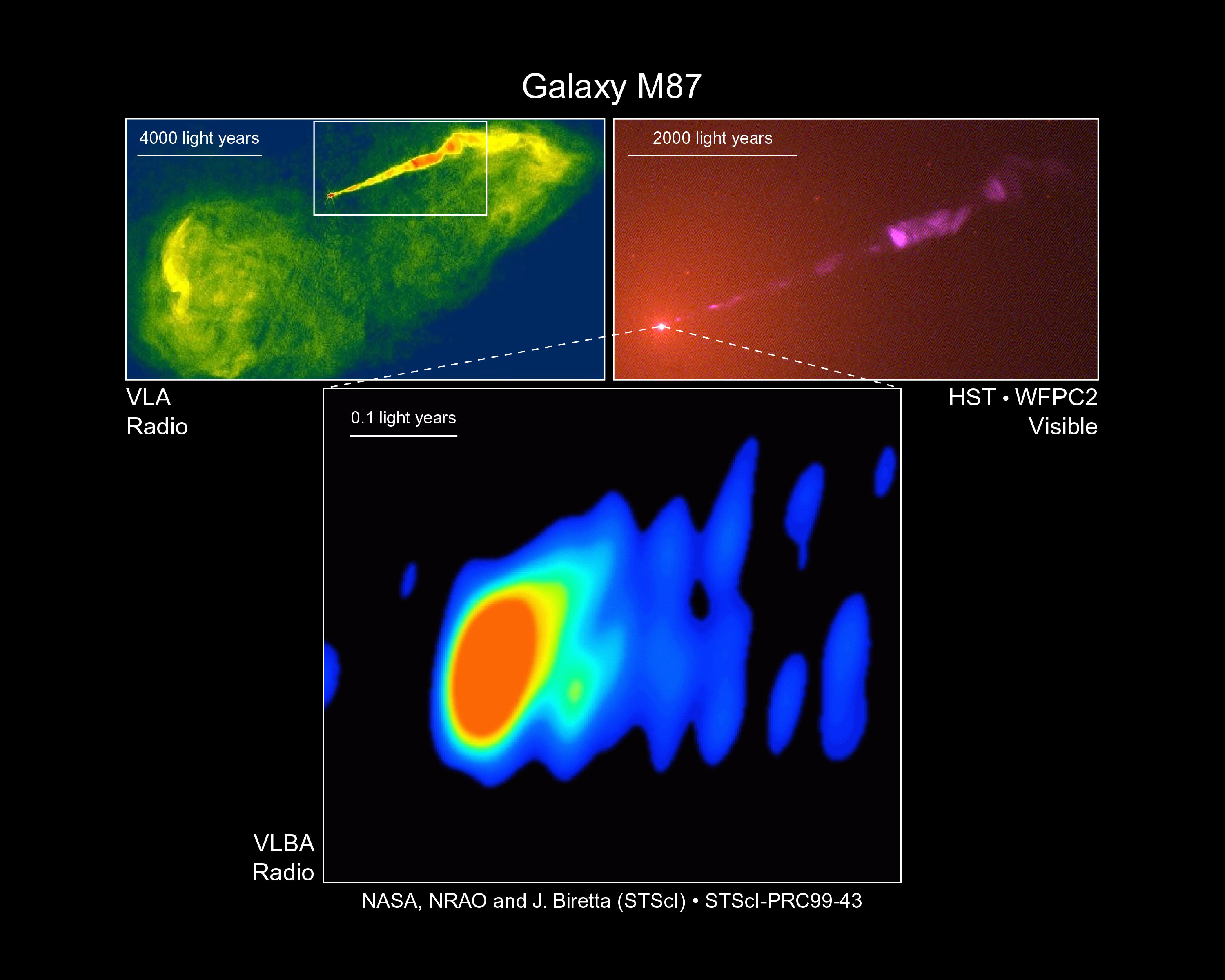
Зображення M87 у радіодіапазоні, на якому видно інтенсивне радіовипромінювання з ядра.

M87 є потужним джерелом гамма-променів — найбільш енергійного випромінювання в електромагнітному спектрі. Їх почали фіксувати ще наприкінці 1990-х років. 2006 року за допомогою черенковських телескопів системи H.E.S.S. науковці виміряли зміни потоку гамма-випромінювання від M87 і виявили, що потік змінюється впродовж кількох діб. Такий короткий період коливань вказує, що джерелом гамма-променів найімовірніше є надмасивна чорна діра. Загалом, чим менший діаметр джерела випромінювання, тим швидшими є зміни потоку.
У джеті M87 відстежується вузол матерії, позначений як HST-1, розташований на відстані приблизно 65 парсеків (210 св. р.) від ядра. Його спостерігали за допомогою космічного телескопа «Габбл» і рентгенівської обсерваторії «Чандра». Станом на 2006 рік інтенсивність рентгенівського випромінювання з цієї ділянки зросла в 50 разів за чотири роки, а надалі почала спадати нерівномірно, з періодичними змінами.
Взаємодія релятивістських струменів плазми, що вириваються з ядра, з навколишнім середовищем породжує радіоструктури в активних галактиках. Ці структури утворюються попарно й зазвичай мають симетричне розташування. Радіоструктури M87 разом простягаються приблизно на 80 кілопарсеків, причому внутрішні області, що досягають 2 кілопарсеків, випромінюють інтенсивно в радіодіапазоні. З цієї ділянки виходять два потоки речовини: один — уздовж струменя, інший — у протилежному напрямку. Потоки асиметричні й деформовані, що вказує на взаємодію з щільним внутрішньокластерним середовищем. На більших відстанях обидва потоки поступово розсіюються, утворюючи дві структури, які оточені тьмяним гало з газу, що випромінює в радіодіапазоні.

### Міжзоряне середовище
Простір між зорями у M87 заповнений розрідженим міжзоряним середовищем — газом, збагаченим хімічними елементами, які викидаються зорями після їх сходження з головної послідовності. Вуглець і азот постійно постачають зорі середньої маси, коли вони проходять через асимптотичну гілку гігантів. Важчі елементи — від кисню до заліза — переважно утворюються внаслідок наднових у межах галактики. Близько 60 % цих важких елементів походять від наднових колапсу ядра, решта — від наднових типу Ia.
Розподіл кисню в галактиці однорідний — близько половини сонячного значення (тобто вмісту кисню в Сонці), тоді як залізо зосереджене переважно в ядрі, де його кількість наближається до сонячного значення. Оскільки кисень переважно утворюється надновими колапсу ядра, що відбуваються на ранніх стадіях еволюції галактик і здебільшого в зовнішніх областях зореутворення, цей розподіл елементів свідчить про раннє збагачення міжзоряного середовища колапсними надновими та постійне поповнення елементів надновими типу Ia протягом усієї історії M87. Загальна частка елементів з цих джерел значно менша, ніж у Чумацькому Шляху.
| Елемент | Вміст (сонячні значення) |
| C       | 0,63 ± 0,16              |
| N       | 1,64 ± 0,24              |
| O       | 0,58 ± 0,03              |
| Ne      | 1,41 ± 0,12              |
| Mg      | 0,67 ± 0,05              |
| Fe      | 0,95 ± 0,03              |

Спостереження M87 у далекому інфрачервоному діапазоні виявили надлишкове випромінювання на довжинах хвиль понад 25 мкм. Зазвичай це свідчить про теплове випромінювання розігрітого пилу. У випадку з M87 це випромінювання повністю пояснюється синхротронним випромінюванням із джета; у самій галактиці силікатні пилові зерна можуть існувати не довше ніж 46 млн років через рентгенівське випромінювання від ядра. Цей пил, ймовірно, або знищується в руйнівному середовищу, або викидається з галактики. Загальна маса пилу в M87 не перевищує 70 000 мас Сонця. Для порівняння: пил у Чумацькому Шляху має масу приблизно сто мільйонів (108) сонячних мас.
Попри те, що M87 є еліптичною галактикою й не має пилових смуг, характерних для спіральних галактик, у ній спостерігаються оптичні ниткоподібні структури, які виникають унаслідок руху газу до ядра. Ймовірно, випромінювання спричинене збудженням, викликаним ударними хвилями, коли потоки газу стикаються з рентгенівським випромінюванням ядра. Маса цих ниток оцінюється приблизно в 10 000 M☉. Галактику оточує розширена корона з гарячого розрідженого газу.

### Кулясті скупчення
M87 має незвично велику кількість кулястих скупчень. За оглядом 2006 року, в межах кутової відстані 25′ від ядра навколо M87 обертається приблизно 12,000 ± 800 кулястих скупчень або за оглядом 2014 року приблизно 14,520 ± 1190, тоді як у Чумацькому Шляху та довкола нього їх налічується лише 150—200. За розподілом розмірів вони подібні до кулястих скупчень нашої галактики: більшість має ефективний радіус від 1 до 6 пк. Розміри скупчень M87 поступово зростають зі збільшенням відстані від центру галактики. У межах чотирьох кілопарсеків (13 000 світлових років) від ядра металічність скупчень — тобто вміст елементів, окрім водню та гелію — становить близько половини металічності Сонця. З подальшим збільшенням відстані від ядра металічність продовжує знижуватись. Скупчення з низькою металічністю дещо більші, ніж скупчення з високою. У 2014 році відкрили HVGC-1 — перше кулясте скупчення з гіпершвидкістю, яке залишає M87 зі швидкістю 2300 км/с. Вважається, що настільки висока швидкість є результатом гравітаційного імпульсу після зближення з подвійною надмасивною чорною дірою.
У M87 виявлено майже сотню ультракомпактних карликових галактик. Вони подібні на кулясті скупчення, але мають діаметр щонайменше 10 парсеків (33 св. р.), що значно більше за типовий максимум для кулястих скупчень — близько 3 пк (9,8 св. р.). Зараз невідомо, чи є вони захопленими карликовими галактиками, чи представляють новий клас масивних кулястих скупчень.

## Міжгалактичне середовище

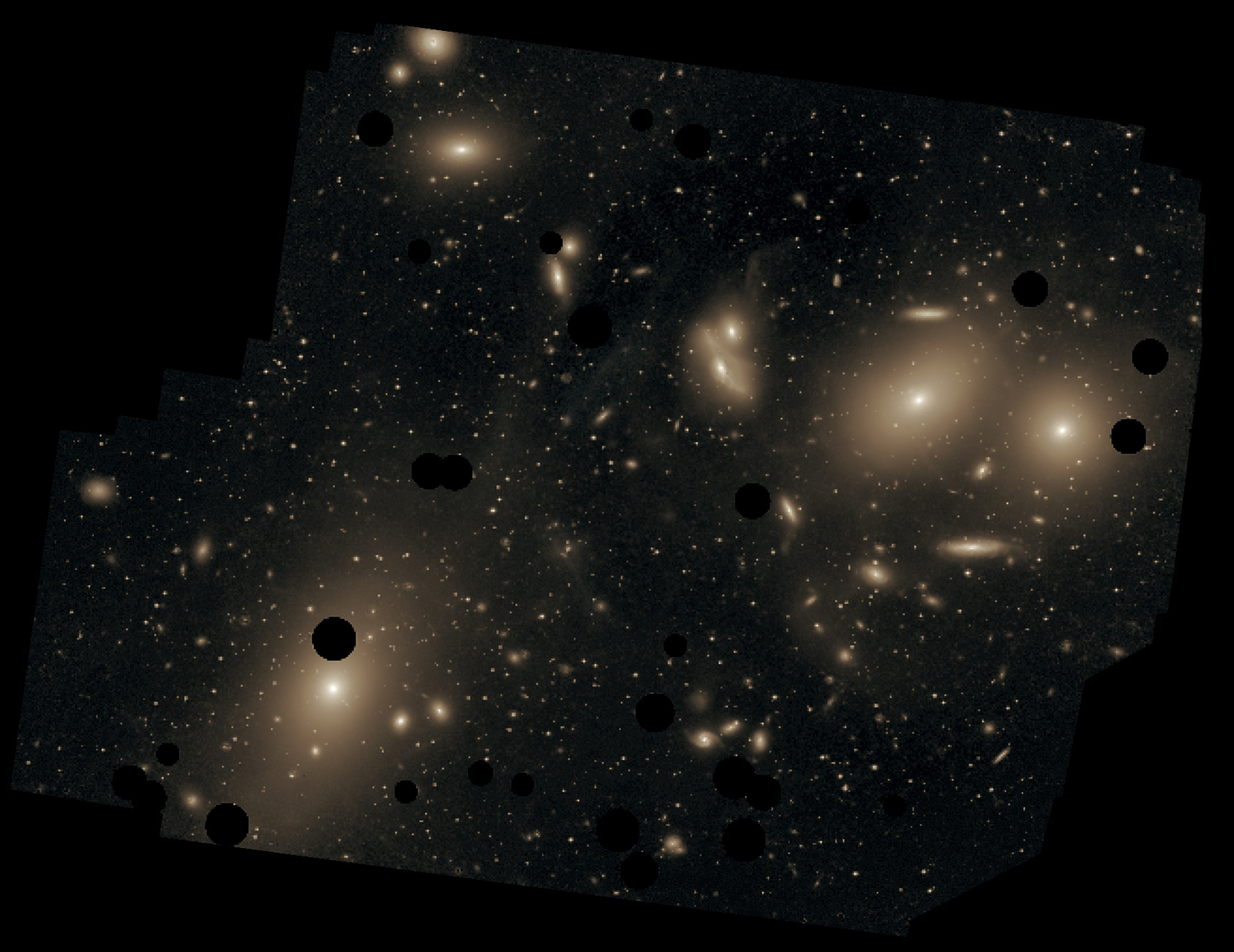
Фотографія скупчення Діви (Європейська південна обсерваторія 2009). M87 внизу ліворуч, верхню половину зображення займає Ланцюг Маркаряна. Темні плями позначають місця розташування яскравих зір на передньому плані, які були видалені із зображення.

M87 розташовується у центрі скупчення Діви (або поблизу його центру). Ця досить щільна структура налічує близько 2 000 галактик. Воно утворює ядро більшого надскупчення Діви, до якого входить і Місцева група (включно з Чумацьким Шляхом), яка є віддаленим членом надскупчення. Воно організоване щонайменше у три окремі підсистеми, пов'язані з трьома великими галактиками — M87, M49 і M86. Основна підгрупа включає M87 (Діва A) і M49 (Діва B). Навколо M87 переважають еліптичні та лінзоподібні галактики. Ланцюжок еліптичних галактик приблизно вирівнюється зі струменем. Імовірно, M87 має найбільшу масу, і в поєднанні з центральним положенням, здається, майже не рухається відносно скупчення в цілому. В одному дослідженні її визначено як центр скупчення. Скупчення має розріджене газове середовище, температура якого знижується досередини, і яке випромінює в рентгені. Сукупна маса оцінюється від 0,15 до 1,5 × 1015 M☉.

Вимірювання руху внутрішньокластерних зоряних вибухових («планетарних») туманностей між M87 і M86 свідчать про те, що ці дві галактики рухаються назустріч одна одній і що це може бути їхня перша зустріч. M87 могла взаємодіяти з M84, про що свідчить усічення зовнішнього гало M87 внаслідок припливних взаємодій. Усічення гало також могло бути спричинене стисненням через падіння невидимої маси на M87 з решти скупчення, що може бути гіпотетичною темною матерією. Третя можливість полягає в тому, що формування гало було вкорочене раннім зворотним зв'язком від активного галактичного ядра.

## Навігатори
| ◄ NGC 4482 \| NGC 4483 \| NGC 4484 \| NGC 4485 \| NGC 4486 \| NGC 4487 \| NGC 4488 \| NGC 4489 \| NGC 4490 ► |

Координати:  12г 30м 49.4с, +12° 23′ 28″